# تسرکت (گروه موسیقی)
تِسِرَکت (به انگلیسی: Tesseract) یک گروه موسیقی در سبک پراگرسیو متال و جنت از میلتون کینز در کشور انگلستان است. این بند در سال ۲۰۰۳ شکل گرفت و شامل: Daniel Tompkins (خواننده)، Alec "Acle" Kahney (گیتار لید و تهیه کننده)، James Monteith (گیتار ریتم)، Amos Williams (گیتار بیس ؛همخوان)، and Jay Postones (درام، پرکاشن) می‌باشد.
این گروه در حال حاضر با ناشر موسیقی Kscope همکاری می‌کند. آنها به عنوان یکی از گروه‌های پیشگام جنبش جنت در سبک پراگرسیو متال شناخته می‌شوند. تسرکت تا سال (۲۰۲۱) ۵ آلبوم استدیویی منتشر کرده است.

## آلبوم‌ها
- (۲۰۱۱)- One
- (۲۰۱۳)- Altered State
- (۲۰۱۵)- Polaris
- (۲۰۱۸)- Sonder

### آلبوم EP
- (۲۰۱۰)- Concealing Fate
- (۲۰۱۲)- Perspective
- (۲۰۱۶)- Errai
- (۲۰۲۱)- Portals